# Coenobita brevimanus
Coenobita brevimanus es una especie de cangrejo de tierra nativo de la costa este de  África y el sudeste del Océano Pacífico. Los adultos de esta especie pueden ser más grandes que otras especies del mismo género Coenobita, llegando a pesar hasta los 230 gramos.